# René Lévesque Park
René Lévesque Park (francès: Parc René-Lévesque: Parc René-Lévesque) és un parc urbà dins de Mont-real, Quebec, Canadà. És localitzat en el burg de Lachine en un espigó entre el Sant Lawrence River i el final del Lachine Canal. Té una àrea d' aproximadament 140,000 m².
L'espigó va ser creat l'any 1848 durant l'excavació del canal de Lachine. Un espigó paral·lel, va ser creat el 1883, i és utilitzat com a club de iot.
Hi ha un jardí d'escultura de vint dues escultures fetes per artistes de Quebec en el parc. Les escultures van ser descobertes durant tres simposis d'escultura, el primer va tenir lloc l'any 1985. El jardí d'escultura és part del Lachine Museum.
El parc també presenta un camí de bicicleta, un arborètum i diverses espècie d'ocells.